# Moskouse Centrale Diameters

Logo

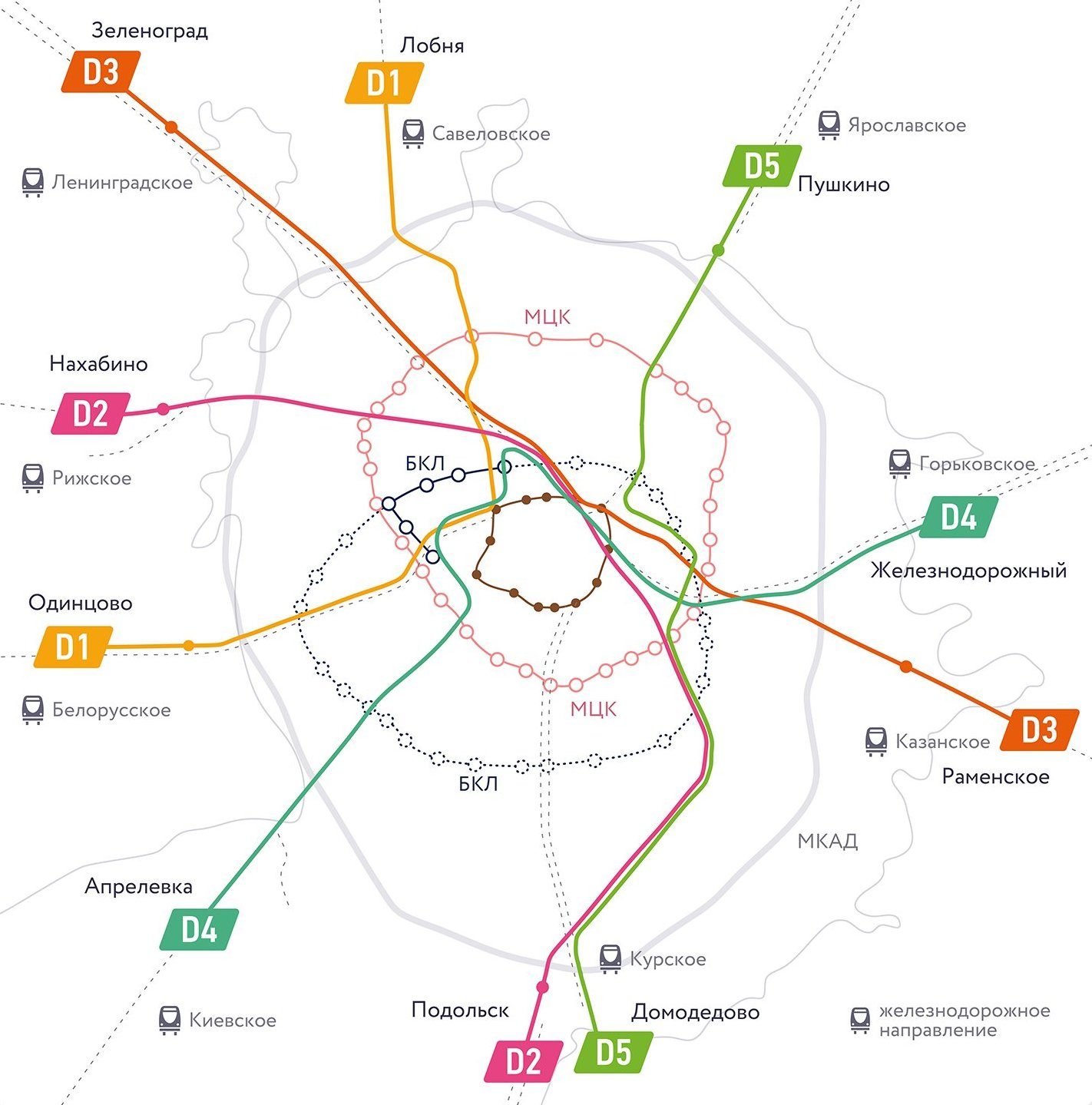
de MCD-lijnen, met de kleine ringspoorlijn in rood en de grote ringlijn van de metro in blauw

De Moskouse Centrale Diameters vormen een stadsgewestelijk spoornet van de Russische hoofdstad Moskou. Samen met de kleine ringspoorlijn en de grote ringlijn van de metro werd hiermee een stedelijk vervoerssysteem gevormd.

## Benaming
De Russische naam is Московские центральные диаметры, МЦД, MTsD, vaak geschreven als MCD. Diameters moet gelezen worden als spaken: de spaken die het stadscentrum verbinden met de ringen.

## Plannen
De eerste aanzet voor een stadsgewestelijk spoornet werd gegeven met de hervatting van het personenvervoer op de kleine ringspoorlijn van Moskou in de jaren 2010. De eerste gedetailleerde uitwerking kwam op 15 november 2017 ter tafel tijdens een vergadering tussen de Russische President Poetin, de Moskouse burgemeester Sergej Sobjanin en de directeur van de Russische spoorwegen Oleg Belozerov. 
Om een volwaardig stadsgewestelijk net te realiseren werden de bestaande spoorlijnen in Moskou en de oblast Moskou aangepast. De diameter-lijnen gebruiken nu nergens het spoor van de ringspoorlijn, waardoor deze onafhankelijk functioneren.
Het is de bedoeling om te rijden volgens een starre dienstregeling, in eerste instantie met een interval van 12 tot 15 minuten en na de aanleg van extra sporen 5 tot 6 minuten.

## Uitvoering
Het project werd uitgevoerd door de stad Moskou, de regio Moskou, het ministerie van verkeer en de Russische spoorwegen. Volgens berekeningen van de Russische spoorwegen zou het hele project 155,4 miljard roebel kosten. De eerste twee lijnen werden op 21 november 2019 geopend. 
Voor de exploitatie wordt de “Centrale voorstadsreizigersdiensten-maatschappij” opgericht. Er worden vijf lijnen gerealiseerd voor 391 miljoen reizigers per jaar.  Naar verwachting zal de transfertijd tussen de Moskouse luchthavens tot minder dan een uur worden teruggebracht.

## Lijnen
| Lijn | Verbinding                   | Bereden spoorlijn              | Openingsjaar     | Lengte, км | Aantal stations | Verwachte aantal reizigers, mln/jaar |
| ---- | ---------------------------- | ------------------------------ | ---------------- | ---------- | --------------- | ------------------------------------ |
|      | Odintsovo — Lobnja           | Beloroesskoje en Savjolovskoje | 21 november 2019 | 52         | 28              | 42,9                                 |
|      | Nachabino — Podolsk          | Rizjskoje en Koerskoje         | 21 november 2019 | 80         | 38              | 48,6                                 |
|      | Zelenograd— Ramenskoje       | Leningradskoje en Rjazanskoje  | 17 augustus 2023 | 85         | 38              | 46,8                                 |
|      | Aprelevka — Zjeleznodorozjny | Kievskoje en Gorkovskoje       | 9 september 2023 | 86         | 36              | ?                                    |
|      | Poesjkino — Domodedovo       | Jaroslavskoje en Paveletskoje  | 2028             | ?          | ?               | ?                                    |